# Anthopleura michaelseni
Anthopleura michaelseni är en havsanemonart som först beskrevs av Ferdinand Albin Pax 1920.  Anthopleura michaelseni ingår i släktet Anthopleura och familjen Actiniidae. Inga underarter finns listade i Catalogue of Life.

## Bildgalleri

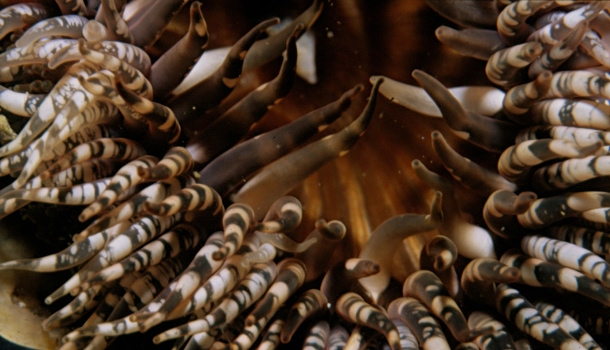
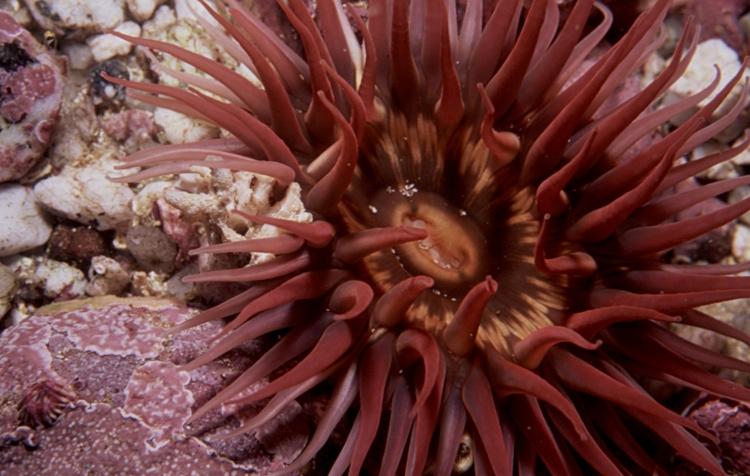